# Моас, Эбер
Эбер Моас (исп. Éber Moas; 21 марта 1969, Монтевидео) — уругвайский футболист, который выступал на позиции защитника.

## Клубная карьера
Профессиональную карьеру начал в 1988 году в «Данубио». С 1992 по 1994 выступал за аргентинский «Индепендьенте». 1995 год провёл в колумбийской «Америки». В следующем году подписал контракт с мексиканским «Монтерреем», где за 2 сезона сыграл в 83 матчах и забил 1 гол. В 1997 году был отдан в аренду в бразильскую «Виторию». В 1998 году вернулся в «Данубио». Также играл за столичный «Расинг» и «Рентистас». За последний в 2007 году завершил карьеру футболиста.

## Международная карьера
27 сентября 1988 году дебютировал за сборную Уругвая в матче против Эквадора (2:1). В национальной команде выступал девять лет, за которую провёл 48 матчей.
В составе сборной был участником четырёх Кубков Америки: 1991, 1993, 1995 (уругвайцы выиграли турнир) и 1997.